# Cantón de Abondance
El cantón de Abondance (en francés canton d'Abondance) era una división administrativa francesa que estaba situada en el departamento de Alta Saboya, de la región de Ródano-Alpes.
En aplicación del decreto n.º 2014-153 de 13 de febrero de 2014, el cantón de Abondance fue suprimido el 1 de abril de 2015 y sus seis comunas pasaron a formar parte del cantón de Évian-les-Bains.

## Composición
El cantón estaba formado por seis comunas:
- Abondance
- Bonnevaux
- Châtel
- Chevenoz
- La Chapelle-d'Abondance
- Vacheresse